# Santa Claus Is Comin' to Town (filme)
Santa Claus Is Comin' to Town é um filme de animação em stop motion de 1970, escrito por Romeo Muller e dirigido por Arthur Rankin Jr. e Jules Bass, com música de Maury Laws. Foi produzido pela Rankin/Bass Productions.

## Elenco
- Fred Astaire como S.D. Kluger
- Mickey Rooney como Kris Kringle/Papai Noel
- Keenan Wynn como o Senhor de Neve
- Robie Lester como Jessica Noel
- Paul Frees como Meisterburger, Grimsley, Topper, e outros
- Joan Gardner como Tanta Kringle e outros

## Jogo eletrônico
Um jogo eletrônico baseado no filme foi lançado em 8 de novembro de 2011 para a Nintendo DS e a Wii.